# ناو هواپیمابر آماگی
ناو هواپیمابر آماگی (به انگلیسی: Japanese aircraft carrier Amagi) یک کشتی بود که طول آن ۲۲۷٫۳۵ متر (۷۴۵ فوت ۱۱ اینچ) بود. این کشتی در سال ۱۹۴۳ ساخته شد.